# Kladogeneza
Kladogeneza – ewolucja dywergentna. Na poziomie gatunkowym jest wynikiem jednego z mechanizmów specjacji skutkującego powstaniem co najmniej dwóch gatunków potomnych z jednego gatunku macierzystego. Dywergencja może zachodzić również w obrębie gatunku, prowadząc do tworzenia np. odmian geograficznych, jednak wówczas nie jest ona przykładem kladogenezy ze względu na zachodzący pomiędzy tymi oddzielonymi populacjami przepływ genów. Sytuacja, w której z grupy macierzystej ewoluują więcej niż dwie grupy potomne, nazywana jest politomią.
Efektywny wskaźnik kladogenezy (effective rate of cladogenesis) to stosunek, w jakim współczesne linie ewolucyjne dają początek nowym liniom ewolucyjnym, również występującym współcześnie. Natomiast chwilowy wskaźnik kladogenezy (instantaneous rate of cladogenesis) to wynik wskaźnika urodzeń w danej linii ewolucyjnej po odjęciu od niego wskaźnika zgonów w tej linii.